# Europese kampioenschappen indooratletiek 1975
De Europese kampioenschappen indooratletiek 1975 werden van 8 tot en met 9 maart 1975 gehouden in de Spodek in de Poolse stad Katowice. Het was de eerste maal dat de kampioenschappen in Polen gehouden werden.

## Medailles

### Mannen
| Onderdeel            | Goud                                                                     | Goud    | Zilver                                                                     | Zilver  | Brons                                                                | Brons   |
| -------------------- | ------------------------------------------------------------------------ | ------- | -------------------------------------------------------------------------- | ------- | -------------------------------------------------------------------- | ------- |
| 60 m                 | Valeri Borzov Sovjet-Unie                                                | 6,59    | Aleksandr Aksinin Sovjet-Unie                                              | 6,67    | Zenon Licznerski Polen                                               | 6,74    |
| 400 m                | Hermann Köhler West-Duitsland                                            | 48,76   | Josip Alebić Joegoslavië                                                   | 49,04   | Semjon Kotsjer Sovjet-Unie                                           | 49,33   |
| 800 m                | Gerhard Stolle Oost-Duitsland                                            | 1.49,80 | Ivo Van Damme België                                                       | 1.50,10 | Vladimir Ponomarjov Sovjet-Unie                                      | 1.50,20 |
| 1500 m               | Thomas Wessinghage West-Duitsland                                        | 3.44,60 | Pjotr Anisim Sovjet-Unie                                                   | 3.45,40 | Gheorghe Ghipu Roemenië                                              | 3.45,40 |
| 3000 m               | Ian Stewart Verenigd Koninkrijk                                          | 7.58,60 | Pekka Päivärinta Finland                                                   | 7.58,60 | Boris Koeznetsov Sovjet-Unie                                         | 8.01,20 |
| 60 m horden          | Leszek Wodzyński Polen                                                   | 7,69    | Frank Siebeck Oost-Duitsland                                               | 7,69    | Edoeard Pereverzev Sovjet-Unie                                       | 7,74    |
| 4x2 rondes estafette | West-Duitsland Klaus Ehl Franz-Peter Hofmeister Karl Honz Hermann Köhler | 2.29,90 | Polen Wiesław Puchalski Roman Siedlecki Jerzy Włodarczyk Edward Romanowski | 2.31,40 | Bulgarije Krasimir Gutev Narzis Popov Yordan Yordanov Yanko Bratanov | 2.32,10 |
| Verspringen          | Jacques Rousseau Frankrijk                                               | 7,94    | Hans-Jürgen Berger West-Duitsland                                          | 7,87    | Zbigniew Beta Polen                                                  | 7,82    |
| Hink-stap-springen   | Viktor Sanjejev Sovjet-Unie                                              | 17,01   | Michał Joachimowski Polen                                                  | 16,90   | Gennadi Bessonov Sovjet-Unie                                         | 16,78   |
| Hoogspringen         | Vladimír Malý Tsjecho-Slowakije                                          | 2,21    | Endre Kelemen Hongarije                                                    | 2,19    | Rune Almén Zweden                                                    | 2,19    |
| Polsstokhoogspringen | Antti Kalliomäki Finland                                                 | 5,35    | Wojciech Buciarski Polen                                                   | 5,30    | Władysław Kozakiewicz Polen                                          | 5,30    |
| Kogelstoten          | Valcho Stoev Bulgarije                                                   | 20,19   | Geoff Capes Verenigd Koninkrijk                                            | 19,98   | Valeri Vojkin Sovjet-Unie                                            | 19,44   |

### Vrouwen
| Onderdeel            | Goud                                                                         | Goud    | Zilver                                                                   | Zilver  | Brons                                                                    | Brons   |
| -------------------- | ---------------------------------------------------------------------------- | ------- | ------------------------------------------------------------------------ | ------- | ------------------------------------------------------------------------ | ------- |
| 60 m                 | Andrea Saunders Verenigd Koninkrijk                                          | 7,17    | Monika Hamann Oost-Duitsland                                             | 7,24    | Irena Szewińska Polen                                                    | 7,26    |
| 400 m                | Verona Elder Verenigd Koninkrijk                                             | 52,68   | Nadezjda Iljina Sovjet-Unie                                              | 53,21   | Inta Drēviņa Sovjet-Unie                                                 | 53,91   |
| 800 m                | Anita Weiß Oost-Duitsland                                                    | 2.05,60 | Sarmita Stula Sovjet-Unie                                                | 2.06,20 | Rositsa Pekhlivanova Bulgarije                                           | 2.06,30 |
| 1500 m               | Natalia Mărășescu Roemenië                                                   | 4.14,70 | Tatjana Kazankina Sovjet-Unie                                            | 4.14,80 | Ellen Wellmann West-Duitsland                                            | 4.16,20 |
| 60 m horden          | Grażyna Rabsztyn Polen                                                       | 8,04    | Anneliese Ehrhardt Oost-Duitsland                                        | 8,12    | Tatjana Anisimova Sovjet-Unie                                            | 8,21    |
| 4x2 rondes estafette | Sovjet-Unie Inta Drēviņa Ingrīda Barkane Ljoedmyla Aksjonova Nadezjda Iljina | 2.46,10 | West-Duitsland Elke Barth Brigitte Koczelnik Silvia Hollmann Rita Wilden | 2.47,30 | Polen Zofia Zwolińska Genowefa Błaszak Krystyna Kacperczyk Danuta Piecyk | 2.49,60 |
| Verspringen          | Dorina Catineanu Roemenië                                                    | 6,31    | Lidia Alfejeva Sovjet-Unie                                               | 6,29    | Meta Antenen Zwitserland                                                 | 6,28    |
| Hoogspringen         | Rosemarie Witschas-Ackermann Oost-Duitsland                                  | 1,92    | Marie-Christine Debourse Frankrijk                                       | 1,83    | Annemieke Bouma Nederland                                                | 1,80    |
| Kogelstoten          | Marianne Adam Oost-Duitsland                                                 | 20,05   | Helena Fibingerová Tsjecho-Slowakije                                     | 19,97   | Ivanka Hristova Bulgarije                                                | 19,35   |

### Medailleklassement
| Plaats | Land                | Goud | Zilver | Brons | Totaal |
| 1      | Oost-Duitsland      | 4    | 3      | 0     | 7      |
| 2      | Sovjet-Unie         | 3    | 6      | 8     | 17     |
| 3      | West-Duitsland      | 3    | 2      | 1     | 6      |
| 4      | Verenigd Koninkrijk | 3    | 1      | 0     | 4      |
| 5      | Polen               | 2    | 3      | 5     | 10     |
| 6      | Roemenië            | 2    | 0      | 1     | 3      |
| 7      | Finland             | 1    | 1      | 0     | 2      |
| 7      | Frankrijk           | 1    | 1      | 0     | 2      |
| 7      | Tsjecho-Slowakije   | 1    | 1      | 0     | 2      |
| 10     | Bulgarije           | 1    | 0      | 3     | 4      |
| 11     | België              | 0    | 1      | 0     | 1      |
| 11     | Hongarije           | 0    | 1      | 0     | 1      |
| 11     | Joegoslavië         | 0    | 1      | 0     | 1      |
| 14     | Nederland           | 0    | 0      | 1     | 1      |
| 14     | Zweden              | 0    | 0      | 1     | 1      |
| 14     | Zwitserland         | 0    | 0      | 1     | 1      |
| Totaal | Totaal              | 21   | 21     | 21    | 63     |

1970 ·
1971 ·
1972 ·
1973 ·
1974 ·
1975 ·
1976 ·
1977 ·
1978 ·
1979 ·
1980 ·
1981 ·
1982 ·
1983 ·
1984 ·
1985 · 
1986 · 
1987 · 
1988 · 
1989 · 
1990 · 
1992 · 
1994 · 
1996 · 
1998 · 
2000 · 
2002 · 
2005 · 
2007 · 
2009 ·
2011 ·
2013 ·
2015 ·
2017 ·
2019 ·
2021 ·
2023 ·
2025
Belgische medaillewinnaars · Nederlandse medaillewinnaars